# Disocactus phyllanthoides
Disocactus phyllanthoides sau împărăteasa germană este o specie de Cactaceae crescută deseori ca plantă ornamentală. Este una dintre cele trei specii principale folosite la crearea cactusului orhidee. Celelalte sunt Disocactus speciosus și Epiphyllum crenatum.

## Origine și habitat
Este cunoscută doar din cultivări și uneori naturalizări. Se presupune că provine din Columbia, dar cel mai probabil este originară din sudul Mexicului.

## Sistematică
Este o specie diferită, dar înrudită cu Disocactus ackermannii. Era plasată anterior în genul Nopalxochia. La această specie, ca și la altele din fostul gen Nopalxochia, s-a observat o afinitate față de Webereocereus, ceea ce face sistematica acestui grup și mai complexă.

## Cultivare
Disocactus phyllanthoides este foarte ușor de cultivat. Solul trebuie să conțină frunze mucegăite, iar planta trebuie udată în mod regulat. Câteva doze de îngrășământ sunt necesare vara. Iarna trebuie păstrată în locuri răcoroase și uscate, în jur de 10-15 °C. Plantele crescute în condiții propice pot produce până la trei rânduri de flori pe an, deși perioada principală de înflorire este primăvara.

## Galerie foto

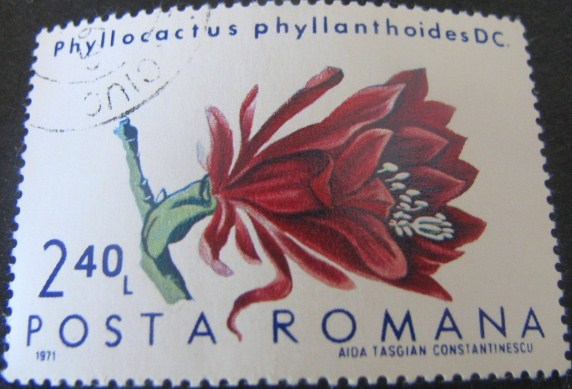
Reprezentare pe un timbru românesc
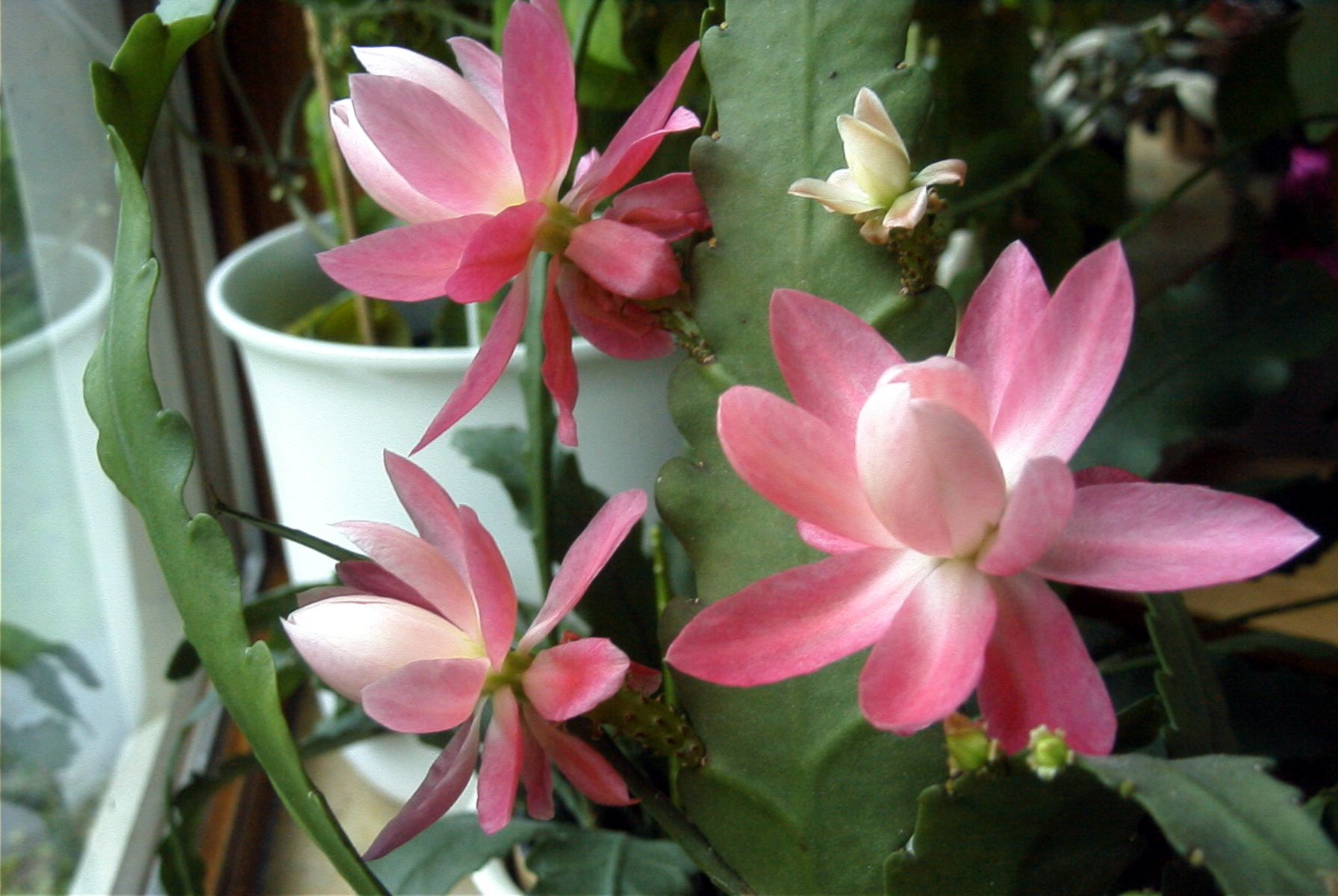
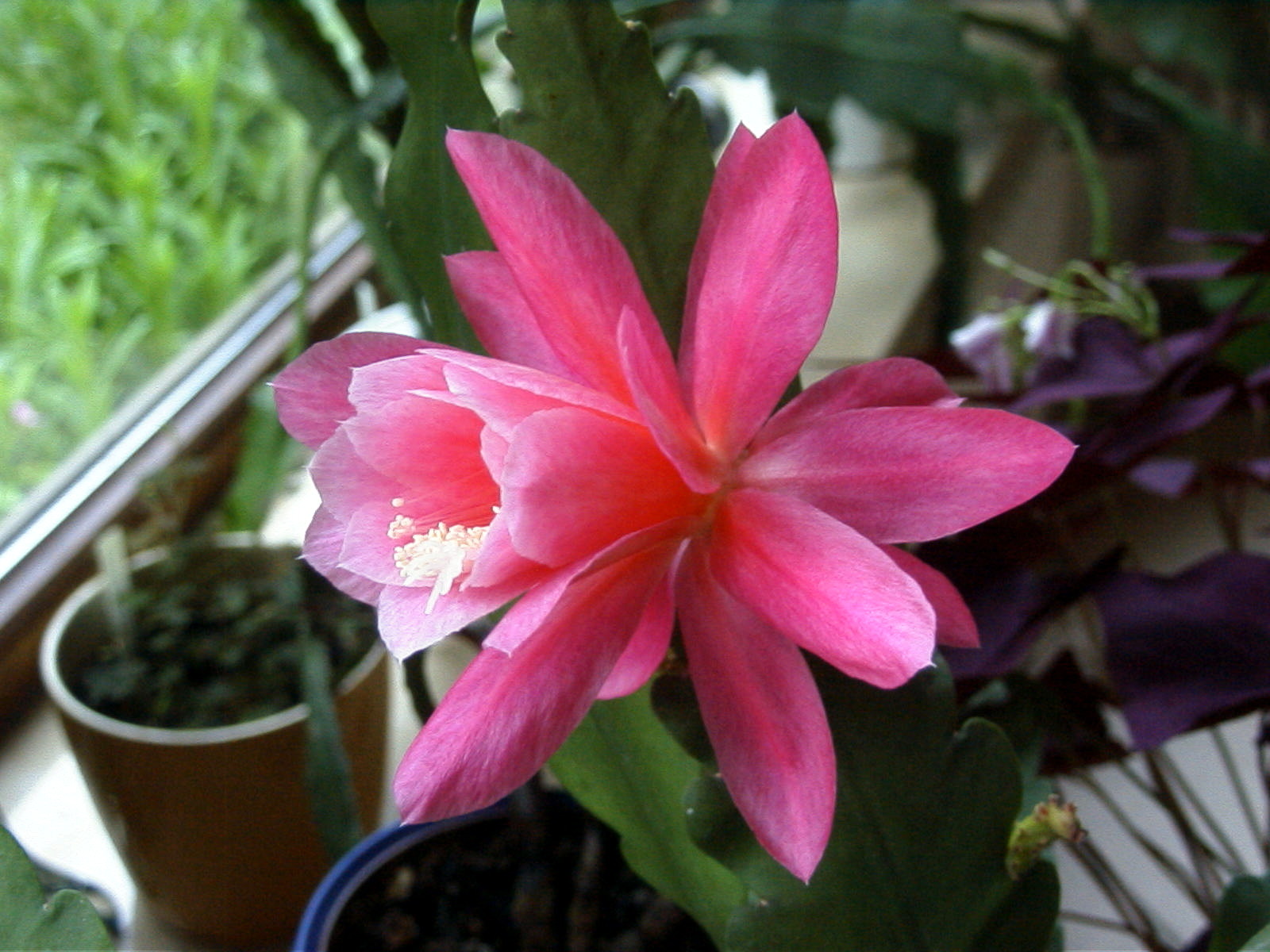
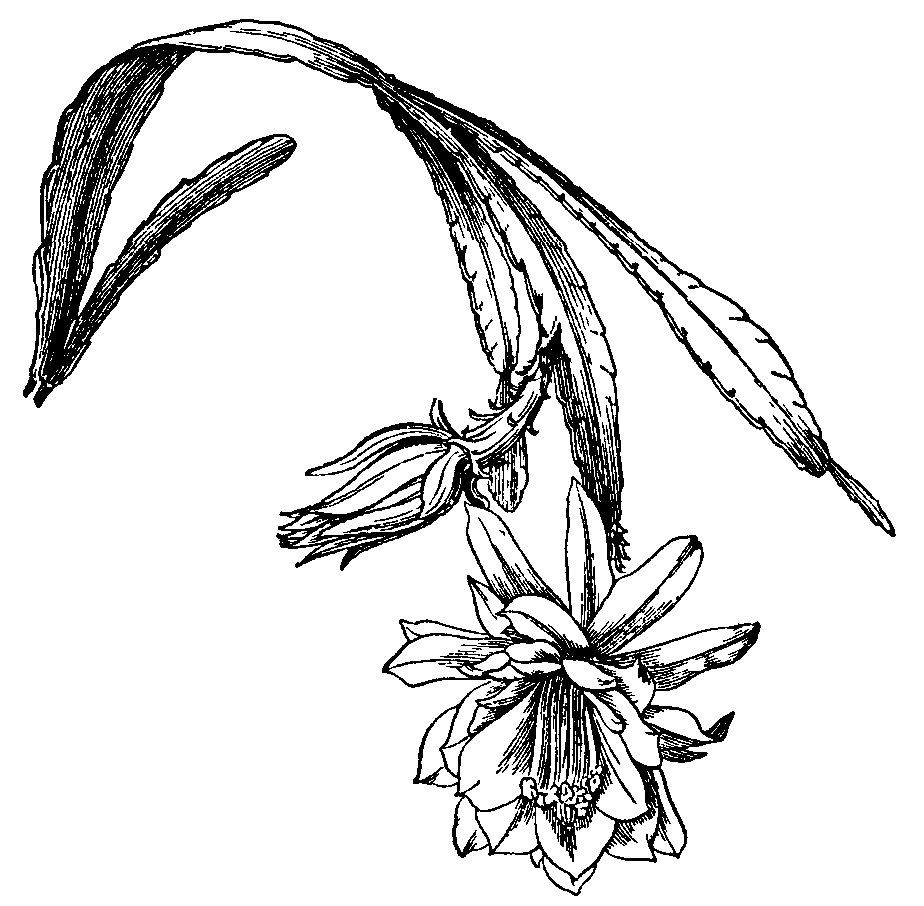